# IPadOS
iPadOS est un système d’exploitation dérivé d’iOS conçu par Apple pour les iPads.
Annoncé durant la Conférence annuelle aux développeurs d’Apple (Apple Worldwide Developers Conference) de 2019, le nom « iPadOS » met en évidence des fonctionnalités propres, bien qu’iOS soit fondé sur le même système d'exploitation. iPadOS sort le 24 septembre 2019.
iPadOS disposant de nouvelles fondations, il ne peut être installé sur tous les appareils en circulation, au même titre qu’iOS.
Apple présente l'iPadOS 14 lors de la Conférence annuelle aux développeurs d’Apple en 2020.

## Histoire
Le premier iPad est sorti le 10 janvier 2010 et s'exécutait sous le système d'exploitation iPhone OS 3, en ayant ajouté une compatibilité pour les appareils plus larges au système, auparavant uniquement utilisé sur l'iPhone ainsi que l'iPod touch. Ce système d'exploitation partagé s'est vu renommé « iOS » avec la sortie de la version d'IOS 4.
Le système d'exploitation avait initialement les mêmes caractéristiques entre l'iPhone, l'iPod Touch et l'iPad. Seules deux différences mineures étaient appliquées entre les appareils, la variation de l'interface utilisant dépendant de la taille de son écran et la sélection d'applications par défaut. Cependant, au fil du temps, la variante d'iOS pour les iPads intégrait des fonctionnalités de plus en plus différenciées, comme le picture-in-picture, la possibilité d'afficher plusieurs applications en même temps, le glisser-déposer, le dock ressemblant à celui de macOS, ou encore la norme des applications pour iPad devenant de plus en plus conçues pour être utilisées avec un clavier physique comme option.
Pour mettre l'accent sur la différence de l'ensemble des fonctionnalités sur l'iPad, ainsi que pour annoncer son intention de développer les deux plates-formes dans des directions indépendantes, à la conférence WWDC de 2019, Apple annonce une variante de iOS pour les iPads, nommé « iPadOS ». Cette nouvelle direction stratégique commença avec iPadOS 13.1 en 2019.
Le 22 juin 2020 à la WWDC de 2020, Craig Federighi, le vice-président senior de l'ingénierie logicielle, annonce iPadOS 14 avec un design compact et amélioré, une meilleure reconnaissance de l'écriture manuscrite, une fonctionnalité AR, une amélioration des protections pour la vie privée, ou encore des widgets d'applications. iPadOS 14 a été publié à tous les utilisateurs le 16 septembre 2020.
Les mises à jour ont suivi jusqu'à la version iPadOS 18 d'aujourd'hui. Apple continue de développer son système d'exploitation pour de futures versions.

## Fonctionnalités d'iPadOS
iPadOS reprend en grande partie les fonctionnalités d’iOS et en ajoute de nouvelles.

### Écran d'accueil
Par rapport aux autres versions d’iOS, iPadOS peut afficher jusqu’à cinq rangées et six colonnes d’applications sur une seule page.
La première page de l’écran d’accueil peut être configurée pour afficher une rangée d’applications.

### Multitâche
Il est possible de regarder des vidéos en Picture in Picture et de mettre 2 applications côte à côte.

### Apple Pencil
L'Apple Pencil (littéralement en français le « crayon Apple ») est un stylet numérique. Avec iPadOS, la latence du stylet Apple Pencil est de 9 ms.
Il permet de faire des captures d’écran. Pour cela, faire glisser le stylet depuis le coin droit ou gauche de l’écran permet de capturer l’image à l’écran ou toute la page selon les applications (Safari autorise la capture entière de la page web, s’il s’agit d’un article de presse par ex.).

### Gestuelle

#### Copier/Coller
Il est possible de copier du texte sur iPad avec un pincement à trois doigts vers l’intérieur sous iPadOS 13. Il faut ensuite écarter trois doigts vers l'extérieur pour coller le texte.

#### Gestes du mode multitâche
iPadOS dispose de gestes spécifiques pour pouvoir passer d'une application à l'autre dans le SlideOver.

### Fichiers
L'application Fichiers va permettre de lire et d'écrire sur des cartes mémoires, clefs USB, ou même disques durs, pour autant qu'elles soient au bon format.
Avec iPadOS, seuls les formats FAT32, ExFAT, APFS et HFS+ sont supportés. Ces deux derniers (APFS et HFS+) ne sont supportés que s'ils ne sont pas chiffrés.
Le mode bureau sera le comportement adopté par défaut pour l’affichage des pages web et de la navigation sur Internet.

### Support des souris et trackpad
Sur l'iPadOS 13, l’utilisation d’une souris ou d'un trackpad devient possible avec une option d’accessibilité.